# Zawady (powiat Gołdapski)
Zawady (Duits: Sawadden; 1938-1945: Herbsthausen (A)) is een plaats in het Poolse woiwodschap Ermland-Mazurië, in het district Gołdapski. De plaats maakt deel uit van de landgemeente Banie Mazurskie en telt 200 inwoners.